# Enrique de Estencop

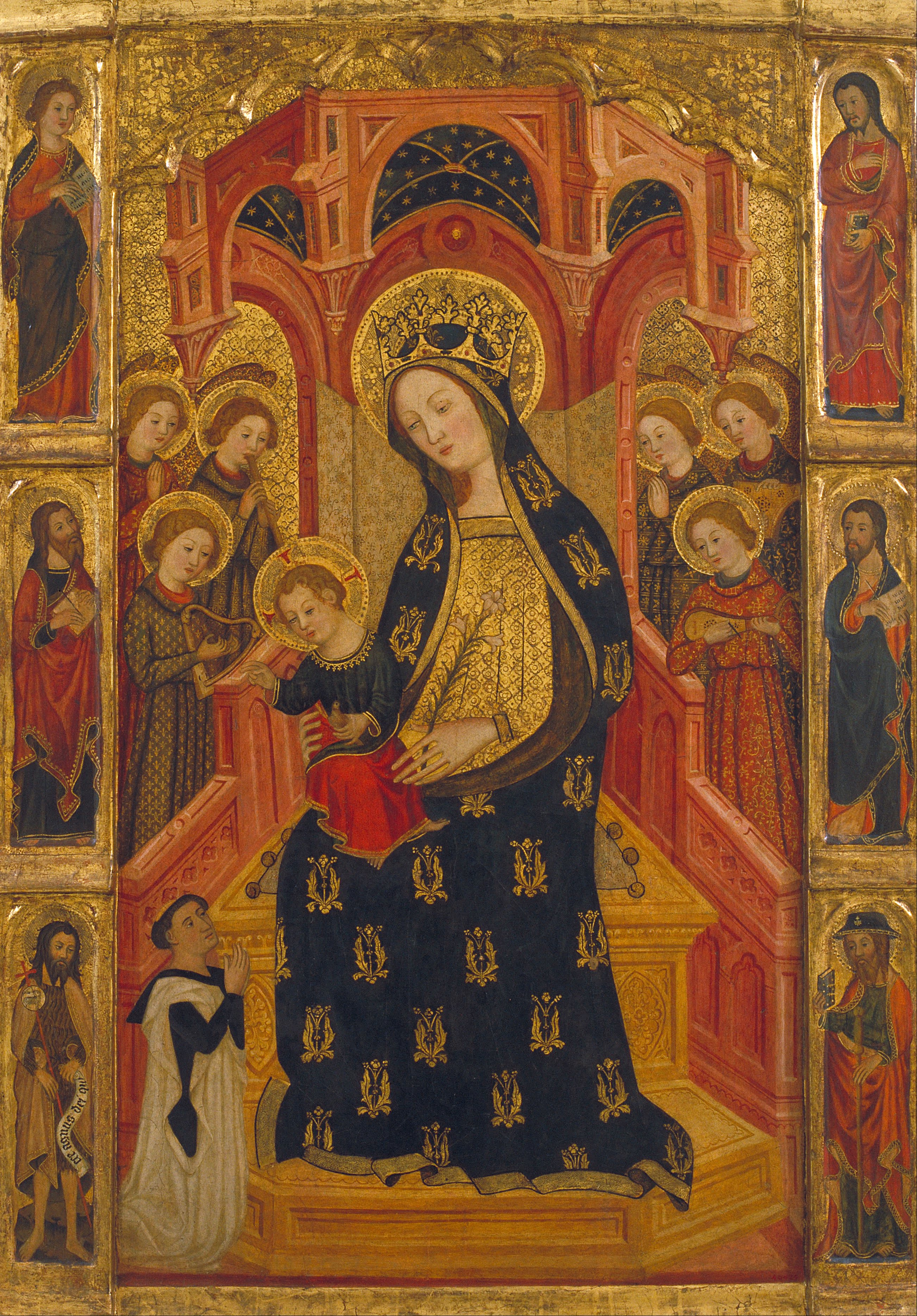
Virgen de los Ángeles con el donante, el párroco de Longares don Francisco de Aguilón, temple, estuco y pan de oro sobre tabla, 142,2 x 99 cm, Barcelona, MNAC.

Enrique de Estencop, Enrique de Bruselas o maestro Anrich (fl. 1372-1400), fue un pintor gótico internacional de origen flamenco activo en la Corona de Aragón.
Enrique de Estencop aparece documentado en Daroca en febrero de 1372, cuando contrató las parcialmente conservadas pinturas murales del ábside mayor de la Colegiata de Santa María, con escenas de la vida de la Virgen y un apostolado. En 1376 pasó a Valencia, llamado por el cabildo de su catedral para que ejecutase tres vidrieras con destino a la sala capitular. La siguiente noticia es de 1387, cuando con residencia en Zaragoza cobró por un retablo de Santa Catalina para la iglesia de San Felipe.
En septiembre de 1391 contrató por 130 florines de oro de Aragón la pintura del retablo mayor de la primitiva iglesia parroquial del lugar de Longares, en la diócesis de Zaragoza. Conservado en la sacristía del actual templo parroquial, excepto la tabla central con la imagen de la Virgen de los Ángeles, que ingresó en 1956 en el Museu Nacional d’Art de Catalunya, en él se han observado los primeros rasgos del estilo gótico internacional en Aragón junto con la influencia de Jaume Serra.
Pintor reconocido, en 1399 hubo de renunciar a la ejecución de un retablo de San Nicolás de Bari para la catedral del Salvador de Zaragoza, por estar ocupado en otros trabajos.